# نورمان دونهام
نورمان دونهام (9 ديسمبر 1925 - 1 يونيو 2005)  (بالإنجليزية: Norman Dunham)‏ هو لاعب كريكت بريطاني وبريطاني (وحمل سابقاً جنسية المملكة المتحدة لبريطانيا العظمى وأيرلندا).